# Dwight Yoakam
Dwight Yoakam, nom amb què es coneix Dwight David Yoakam (Pikeville, Kentucky, 23 d'octubre de 1956) és un cantant, guitarrista i compositor de country, i actor estatunidenc. Va fer-se popular a mitjans de la dècada del 1980, i d'ençà ha gravat més de vint àlbums i recopilacions. Ha aconseguit tenir més de trenta senzills a les llistes Hot Country Songs de Billboard i ha venut més de 25 milions de discos. D'aquests, cinc han arribat a número 1 a Billboard, dotze han estat disc d'or i nou de platí, incloent el triple platí This Time. Guanyador de diversos premis i nominacions, destaquen un Grammy a la millor actuació masculina de country vocal ("Ain't That Lonely Yet", 1993) i un altre a la millor col·laboració de country amb vocals ("Same Old Train", 1998).

## Biografia
Dwight Yoakam és fill de Ruth Ann, una operadora de perforació, i David Yoakam, propietari d'una estació de gasolina. Tot i que va néixer a Pikeville (Kentucky) es va criar a Columbus (Ohio), on es va graduar a la Northland High School el 1974. Durant els seus anys de secundària va participar en els programes de música i de teatre, on solien escollir-lo pels papers principals de les obres de teatre de l'escola. Ja fora de l'escola, Yoakam cantava i tocava la guitarra amb bandes locals de garatge.
Va assistir breument a la Universitat Estatal d'Ohio, però es va traslladar a Los Angeles el 1977 amb la intenció de convertir-se en un artista discogràfic. El 7 de maig de 2005, la Universitat d'Ohio Valley de Parkersburg (Virgínia de l'Oest) va concedir-li un doctorat honoris causa.
L'any 1992 va tenir una curta relació amb l'actriu Sharon Stone, qui, després de la ruptura, va dir d'ell que era "pitjor que un sandvitx de brutícia". Entre els anys 1999 i 2001 també va tenir una relació sentimental amb l'actriu Jane Fonda.

## Estil i influències
Quan va començar la seva carrera, Nashville, considerada la capital mundial de la música country, estava orientada cap a la música pop "urban cowboy", i la marca de Yoakam de música honky-tonk moderna no es va considerar comercialitzable.
Com allà no aconseguia fer-se un camí, el 1977 es va traslladar a Los Angeles i va treballar per dur la seva pròpia marca de música honky-tonk o "hillbilly" (com ell l'anomenava) a la dècada del 1980. Escrivia totes les seves cançons i continuava actuant majoritàriament fora dels canals tradicionals de música country, i va fer molts espectacles en clubs de rock i punk rock a Los Angeles, tocant en formacions d'arrel rock o punk rock com The Blasters, Los Lobos i X. Això el va ajudar a diversificar el seu públic més enllà dels típics fans de la música country, i la seva autèntica revifada honky-tonk va apropar el públic de rock a la música country.
El seu estil ha begut també de les fonts de l'americana, el cowpunk i el bluegrass, i s'ha distingit pel seu twang característic.
Yoakam mai no ha deixat de retre homenatge a Buck Owens, la icona del Saló de la Fama de la Música Country, tant en la seva música gravada com en les seves actuacions en directe. Fins i tot li va dedicar el seu àlbum de debut, i altra vegada amb Buenas Noches from a Lonely Room (1988), retent homenatge a una de les seves més grans inspiracions i tornant-lo a posar sota els focus interpretant plegats "Streets of Bakersfield".

## Discografia

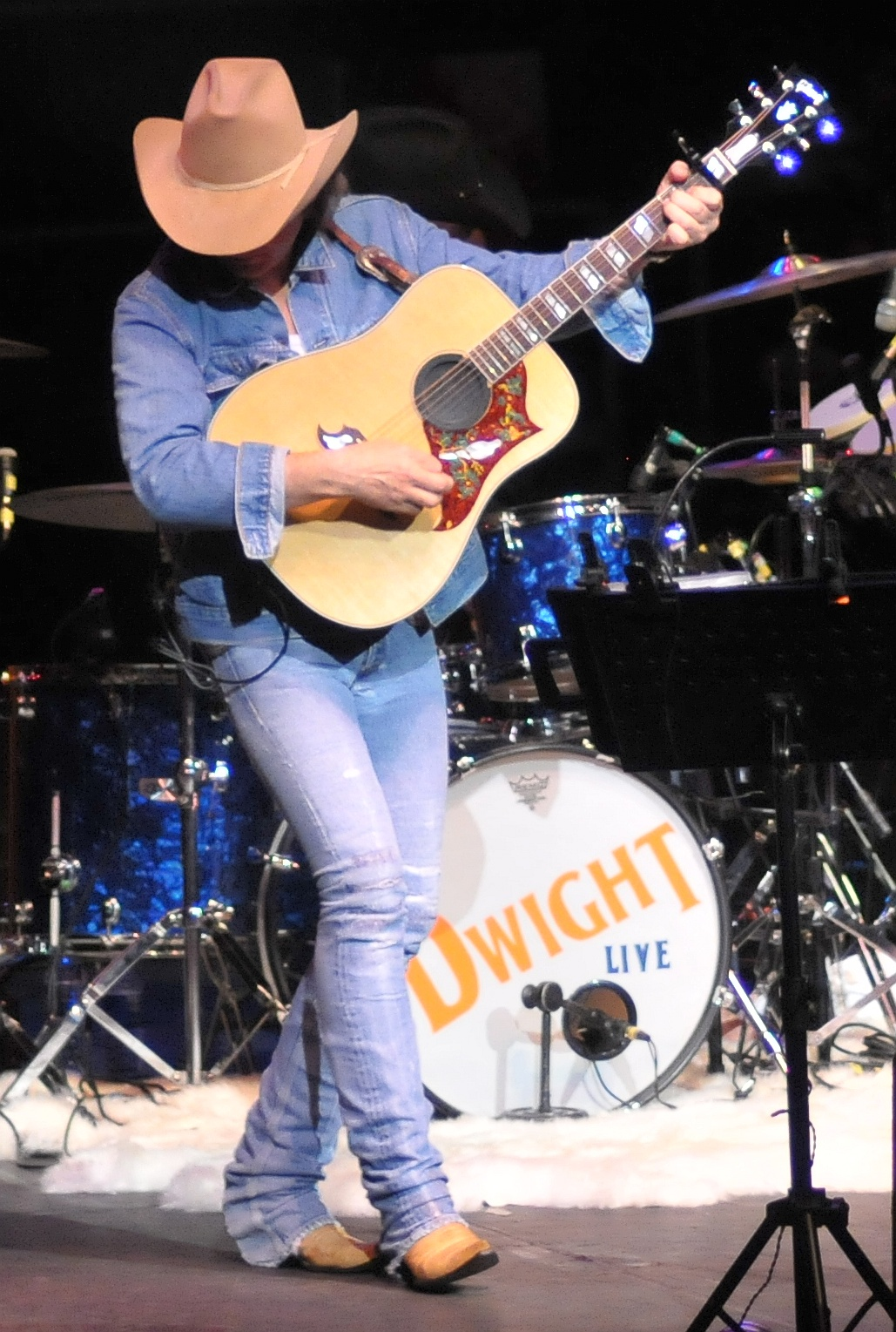
Dwight Yoakam en una actuació a San Diego el 2008.

| Any  | Títol                                | Discogràfica           | Notes              |
| ---- | ------------------------------------ | ---------------------- | ------------------ |
| 1986 | Guitars, Cadillacs, Etc., Etc.       | Reprise Records        | àlbum d'estudi     |
| 1987 | Hillbilly Deluxe                     | Reprise Records        | àlbum d'estudi     |
| 1988 | Buenas Noches from a Lonely Room     | Reprise Records        | àlbum d'estudi     |
| 1989 | Just Lookin' for a Hit               | Reprise Records        | àlbum recopilatori |
| 1990 | If There Was a Way                   | Reprise Records        | àlbum d'estudi     |
| 1993 | This Time                            | Reprise Records        | àlbum d'estudi     |
| 1995 | Gone                                 | Reprise Records        | àlbum d'estudi     |
| 1995 | Dwight Live                          | Reprise Records        | àlbum recopilatori |
| 1997 | Under the Covers                     | Reprise Records        | àlbum de versions  |
| 1997 | Come On Christmas                    | Reprise Records        | àlbum de Nadal     |
| 1998 | A Long Way Home                      | Reprise Records        | àlbum d'estudi     |
| 1999 | Last Chance for a Thousand Years     | Reprise Records        | àlbum recopilatori |
| 2000 | dwightyoakamacoustic.net             | Reprise Records        | àlbum d'estudi     |
| 2000 | Tomorrow's Sounds Today              | Reprise Records        | àlbum d'estudi     |
| 2001 | South of Heaven, West of Hell        | Warner Bros. Nashville | banda sonora       |
| 2002 | Reprise Please Baby                  | Reprise Records        | àlbum recopilatori |
| 2003 | Population Me                        | Koch-Audium Records    | àlbum d'estudi     |
| 2003 | In Others' Words                     | Reprise Records        | àlbum de versions  |
| 2004 | Dwight's Used Records                | Koch-Audium Records    | àlbum de versions  |
| 2004 | The Very Best of Dwight Yoakam       | Rhino Records          | àlbum recopilatori |
| 2005 | Live From Austin TX                  | New West Records       | àlbum recopilatori |
| 2007 | Dwight Sings Buck                    | New West Records       | àlbum de versions  |
| 2005 | Blame the Vain                       | New West Records       | àlbum d'estudi     |
| 2012 | 3 Pears                              | Warner Bros. Nashville | àlbum d'estudi     |
| 2013 | 21st Century Hits: Best of 2000–2012 | New West Records       | àlbum recopilatori |
| 2015 | Second Hand Heart                    | Warner Bros. Nashville | àlbum d'estudi     |
| 2016 | Swimmin' Pools, Movie Stars          | Sugar Hill Records     | àlbum d'estudi     |

## Filmografia
| Any     | Títol                                                   | Personatge                 | Notes                                             |
| ------- | ------------------------------------------------------- | -------------------------- | ------------------------------------------------- |
| 1986    | Hee Haw                                                 | si mateix                  | sèrie de TV; episodi "18.7"                       |
| 1991    | P.S. I Luv U                                            | Harlan Justice             | sèrie de TV; episodi "I'd Kill to Direct"         |
| 1992    | Conspiració a Red Rock West (Red Rock West)             | conductor de camió         | pel·lícula                                        |
| 1993    | Rhythm & Jam                                            | si mateix                  | telefilm                                          |
| 1994    | Roswell                                                 | Mac Brazel                 | telefilm                                          |
| 1995    | The Little Death                                        | Bobby Lomax                | pel·lícula                                        |
| 1996    | Don't Look Back                                         | Skipper                    | telefilm                                          |
| 1996    | L'altre costat de la vida (Sling Blade)                 | Doyle Hargraves            | pel·lícula                                        |
| 1997    | Painted Hero                                            | Virgil Kidder              | pel·lícula                                        |
| 1997    | Ellen                                                   | The Bag Boy                | sèrie de TV; episodi "The Puppy Episode - Part 2" |
| 1998    | King of the Hill                                        | Lane Pratley               | sèrie de TV; episodi "Nine Pretty Darn Angry Men" |
| 1998    | When Trumpets Fade                                      | George Rickman             | telefilm                                          |
| 1998    | The Newton Boys                                         | Brentwood Glasscock        | pel·lícula                                        |
| 1999    | The Minus Man                                           | Blair                      | pel·lícula                                        |
| 2001    | South of Heaven, West of Hell                           | Valentine Casey            | pel·lícula                                        |
| 2002    | L'habitació del pànic (Panic Room)                      | Raoul                      | pel·lícula                                        |
| 2002    | Dinner for Five                                         | si mateix                  | sèrie de TV; episodi "1.8"                        |
| 2003    | Hollywood: Departament d'homicidis (Hollywood Homicide) | Leroy Wasley               | pel·lícula                                        |
| 2004    | Three Way                                               | Herbert Claremont/Clarkson | pel·lícula                                        |
| 2005    | De boda en boda (Wedding Crashers)                      | Mr. Kroeger                | pel·lícula                                        |
| 2005    | The Three Burials of Melquiades Estrada                 | Xèrif Belmont              | pel·lícula                                        |
| 2006    | Bandidas                                                | Tyler Jackson              | pel·lícula                                        |
| 2006    | Crank                                                   | Doc Miles                  | pel·lícula                                        |
| 2008    | Two: Thirteen                                           | Sandy                      | pel·lícula                                        |
| 2008    | Com a casa, enlloc (Four Christmases)                   | Pastor Phil                | pel·lícula                                        |
| 2009    | Crank: High Voltage                                     | Doc Miles                  | pel·lícula                                        |
| 2010    | Dirty Girl                                              | Joseph                     | pel·lícula                                        |
| 2010    | The Last Rites of Ransom Pride                          | Reverend Early Pride       | pel·lícula                                        |
| 2010    | Bloodworth                                              | Boyd Bloodworth            | pel·lícula                                        |
| 2011-13 | Wilfred                                                 | Bruce                      | sèrie de TV; 3 episodis                           |
| 2013    | To Appomattox                                           | George Meade               | sèrie de TV; 7 episodis                           |
| 2014    | Under the Dome                                          | Lyle Chumley               | sèrie de TV; 7 episodis                           |
| 2015    | 90 Minutes in Heaven                                    | Jon                        | pel·lícula                                        |
| 2016    | Drunk History                                           | Jesse Benton               | sèrie de TV; episodi "Bar Fights"                 |
| 2016    | Goliath                                                 | Wendell Corey              | sèrie de TV; 7 episodis                           |
| 2017    | Logan Lucky                                             | Warden Burns               | pel·lícula                                        |

## Guardons

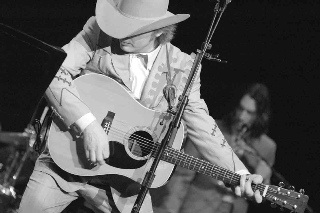
Dwight Yoakam en una imatge de 2009.

### Premis
- 1993: Grammy a la millor actuació masculina de country vocal per "Ain't That Lonely Yet"
- 1998: Grammy a la millor col·laboració de country amb vocals per "Same Old Train"
- 2013: Americana Music Award a l'artista de l'any[16]

### Nominacions
Premis Grammy
- 1987: millor cançó country per "Guitars, Cadillacs"
- 1987: millor actuació masculina vocal de country per "Guitars, Cadillacs"
- 1988: millor actuació masculina vocal de country per Hillbilly Deluxe
- 1989: millor col·laboració vocal de country per "Streets of Bakersfield" (amb Buck Owens)
- 1989: millor actuació masculina vocal de country per Buenas Noches from a Lonely Room
- 1990: millor col·laboració vocal de country per Sin City (amb k.d. lang)
- 1991: millor actuació masculina vocal de country per "Turn It On, Turn It Up, Turn Me Loose"
- 1994: millor col·laboració vocal de country per "Miner's Prayer" (amb Ralph Stanley)
- 1995: millor actuació masculina vocal de country per "Pocket of a Clown"
- 1996: millor àlbum de country per Dwight Live
- 1996: millor actuació masculina vocal de country per "A Thousand Miles from Nowhere"
- 1997: millor àlbum de country per Gone
- 1997: millor actuació masculina vocal de country per "Nothing"
- 1998: millor àlbum de country per Under the Covers
- 2000: millor actuació masculina vocal de country per "Crazy Little Thing Called Love"
- 2001: millor actuació masculina vocal de country per "A Thousand Miles from Nowhere"

Country Music Association Awards
- 1986: Horizon Award
- 1986: millor vídeo de l'any per "Honky Tonk Man"
- 1988: millor esdeveniment vocal de l'any (amb Buck Owens)
- 1992: millor esdeveniment vocal de l'any per "Buzzin' Counsins" (amb James McMurtry, John Prine, Joe Ely i John Mellencamp)
- 1993: millor senzill de l'any per "Ain't That Lonley Yet"
- 1994: millor vocalista masculí de l'any
- 1999: millor esdeveniment vocal de l'any per "Same Old Train" (amb Clint Black, Joe Diffie, Merle Haggard, Emmylou Harris, Alison Krauss, Patty Loveless, Earl Scruggs, Ricky Skaggs, Marty Stuart, Pam Tillis, Randy Travis i Travis Tritt)
- 2001: millor esdeveniment vocal de l'any per "Alright, I'm Wrong" (amb Buck Owens)

Altres
- 1996: Premi del Sindicat d'Actors de Cinema - Outstanding Performance by a Cast in a Motion Picture per L'altre costat de la vida (Sling Blade)